# 1re brigade expéditionnaire des Marines
1st Marine Expeditionary Brigade
La 1re brigade expéditionnaire des Marines (1st Marine Expeditionary Brigade - 1st MEB) est une unité du corps des Marines américain, faisant partie de la I Marine Expeditionary Force (I MEF) et est la force de réponse aux crises mondiales "de dimension moyenne".

## Histoire
La brigade était stationnée à la base aérienne du Corps des marines de la baie de Kaneohe (MCAS) à partir de 1956 (date à laquelle la 1re Force opérationnelle maritime au sol a été renommée 1re Brigade maritime), jusqu'en 1992, date à laquelle la brigade a été désactivée. En 1960 et de nouveau en 1964, la brigade a participé à des exercices à grande échelle à Taiwan. En 1990, la 1re Brigade expéditionnaire de marine est déployée en Asie du Sud-Ouest pendant l'opération Desert Shield. 
De 1956 à 1985, alors qu'elle était au Kaneohe MCAS (maintenant connue sous le nom de Marine Corps Base Hawaii), l'unité a été nommée 1re Brigade de Marines. De 1985 à 1988, la brigade a été appelée 1re brigade amphibie marine  et, par la suite, 1re brigade expéditionnaire des Marines. À partir de 1971, en plus du Groupe du quartier général de la brigade en tant qu'élément de commandement (CE), la 1re Brigade de marine se composait du 3e Régiment de Marines (de 1956 à 1965, le 4e Régiment de Marines tenait ce rôle) en tant qu'élément de combat au sol (GCE), le Marine Aircraft Group 24 (MAG-24) comme élément de combat aérien (ACE) et un groupe de soutien au service de brigade (BSSG) comme élément de combat logistique (LCE).

## Organisation
- Élément de commandement - Organisation équivalente au quartier général du bataillon, composée de compagnies / détachements provenant du QG principal de la MEF et de son personnel, et avec le commandant adjoint de la MEF en tant que commandant de la brigade.
- Élément de combat au sol (GCE) - Équipe de combat régimentaire (ECR) composée d'un régiment d'infanterie de marine renforcé.
- Élément de combat aéronautique (ACE) - Marine Aircraft Group (MAG), composé d'une combinaison d'escadrilles/détachements d'aéronefs à voilure tournante, à rotors basculants et / ou à voilure fixe et d'escadrons / détachements de soutien à l'aviation, capables d'exercer les six fonctions du corps d'aviation des Marines y compris le soutien aérien offensif, le soutien aux assauts, la guerre électronique, le contrôle des avions et des missiles, la guerre antiaérienne et la reconnaissance aérienne.
- Élément de combat logistique (LCE) - Régiment de logistique de combat (CLR), composé de 1 à 3 bataillons de logistique de combat (CLB) et capable de fournir un soutien de service de combat à spectre complet à tous les éléments du MEB.